# Tatiana Everstova
Tatiana Everstova (en russe : Татьяна Эверстова) née le 12 mai 1965 dans le village de Mayagasne (raïon de Oust-Aldanski), en République de Sakha, URSS (actuellement, dans la fédération de Russie), est une réalisatrice, scénariste, productrice iakoute.

## Biographie
Économiste de formation, elle est autodidacte en cinéma. Elle débute avec des mini-films sur la culture et la mythologie iakoute. 
En 1997, Everstova part s'installer à Moscou avec sa famille pour que sa fille puisse y faire des études supérieures à l'université de Moscou. Elle ne commence à tourner qu'à 38 ans et son premier mini-film s'intitule Yrya (2003). En 2010, son court métrage Apocalypse lui permet d'arriver au Festival de Cannes. Elle y rencontre des cinéastes français, qui lui trouvent des spécialistes pour le tournage d'un premier long-métrage, et la même année fonde la société de production Khoro Oïoulououn,.
En novembre 2018, son film Fermeture est présenté lors de la 16e semaine du nouveau cinéma russe à Paris.

## Filmographie

### Réalisatrice
- 2018 : Fermeture (Замыкание)
- 2016 : Sa fille (Его дочь)

### Scénariste
- 2016 : Sa fille (Его дочь)

### Productrice
- 2018 : Fermeture (Замыкание)
- 2016 : Sa fille (Его дочь)

## Prix et récompenses
- 2016 : Pour Sa fille : Prix spécial du Jury du festival du cinéma russe Une fenêtre sur l'Europe à Vyborg en Russie.